# Port lotniczy Vicecomodoro Ángel de la Paz Aragonés
Port lotniczy Vicecomodoro Ángel de la Paz Aragonés (IATA: SDE, ICAO: SANE) – port lotniczy położony w Santiago del Estero, w prowincji Santiago del Estero, w Argentynie.

## Linie lotnicze i połączenia
- Aerolíneas Argentinas (Buenos Aires-Jorge Newbery)
- Flybondi (Palomar)